# سراج التل
سراج التل (مواليد 8 يناير 1982 في الإمارات العربية المتحدة)، لاعب كرة قدم أردني معتزل. لعب لآخر مرة مع فريق بيليتا جايا [الإنجليزية]الأندونيسي. 

## مسيرته الرياضية
بدأ التل مسيرته الكروية في سن المراهقة عام 1999 عندما انضم إلى فريق الفيصلي في الدوري الأردني، وظل معهم حتى عام 2008 عندما انتقل إلى نادي سيدني أوليمبيك في الدوري الأسترالي نيو ساوث ويلز الممتاز. ومع ذلك رفض الاتحاد الأردني لكرة القدم في البداية منحه تصريحًا للعب مع ناديه الجديد مشيرًا إلى وجود عقد معلق مزعوم مع فريقه السابق. بينما نفى التل وجود مثل هذا العقد. ولحل هذا الخلاف، طلب سيدني أوليمبيك تدخل الفيفا، وفي 1 مايو 2008 حكم الفيفا لصالح سيدني أوليمبيك. في عام 2009 انضم التل إلى نادي بيليتا جايا [الإنجليزية] وهو نادٍ يلعب في دوري الدرجة الأولى الإندونيسي لكرة القدم.

## روابط خارجية
- سراج التل على موقع الاتحاد الدولي (مؤرشف)  (الإنجليزية)
- سراج التل على موقع قاعدة بيانات كرة القدم.إي يو (الإنجليزية)
- سراج التل على موقع ناشيونال فوتبول تيمز (الإنجليزية)
- سراج التل على موقع كووورة